# Harish Parvathaneni
Harish Parvathaneni  ist ein indischer Diplomat. Er war von 2021 bis 2024 Botschafter der Republik Indien in Deutschland.

## Leben
Harish Parvathaneni hat am Indian Institute of Management in Kalkutta studiert und am College of Engineering der Osmania University in Hyderabad einen Abschluss als Diplom-Maschinenbauer (gold medallist) gemacht.
Vor seiner Berufung zum höchsten Diplomaten Indiens in Deutschland war Parvathaneni Additional Secretary im Ministerium für auswärtige Angelegenheiten Indiens. In dieser Funktion leitete er die Abteilung Wirtschaftsdiplomatie, die sich mit den bilateralen Wirtschaftsbeziehungen Indiens befasst, sowie die Abteilung für multilaterale Wirtschaftsbeziehungen. Bei internationalen Verhandlungen wie den G20-Zusammenkünften, dem G7-Gipfel, dem Treffen der BRICS-Staaten und der IBSA vertrat Parvathaneni die indischen Interessen und politischen Standpunkte in der Funktion eines „Sous Sherpa“.
In den 1990er Jahren erlernte Parvathaneni die arabische Sprache an der Arabischen Universität in Kairo, was dazu führte, dass er nun im auswärtigen Dienst Indiens in arabischen Ländern eingesetzt wurde. Darunter sind zu nennen: Mitarbeit in den indischen Missionen in Kairo und Riad, Leitung der indischen Vertretung bei der Palästinensischen Autonomiebehörde in Gaza-Stadt, Arbeit im Hilfswerk der Vereinten Nationen für Palästina-Flüchtlinge im Nahen Osten (UNRWA) und Leitung der Abteilung für politische Analysen im UNRWA-Hauptquartier in Gaza.
Danach übernahm Parvathaneni Aufgaben im Ministerium für Auswärtige Angelegenheiten wie in den Abteilungen Ostasien und Öffentlichkeitsarbeit. Ab 2007 war er fünf Jahre lang Gemeinsamer Sekretär und Beauftragter für besondere Aufgaben des indischen Vizepräsidenten.
Die rein diplomatische Laufbahn von Parvathaneni begann im Juli 2012 als Generalkonsul Indiens in Houston in den USA. Hier betreute er acht Bundesstaaten im Süden und Südwesten des Landes und beendete diesen Einsatz im März 2016. Es folgte seine Berufung als Botschafter in der Sozialistischen Republik Vietnam, wo er bis Juni 2019 tätig war.
In den Zwischenjahren hatte Parvathaneni verschiedene Aufgaben für das Außenministerium ausgeführt. Im Jahr 2021 berief der indische Premierminister ihn als Botschafter für die Bundesrepublik Deutschland. Am 6. Dezember 2021 überreichte er dem deutschen Bundespräsidenten Frank-Walter Steinmeier seine Ernennungsurkunde. Parvathaneni löste in dieser Position Mukta Dutta Tomar ab. Mit dem Amt war zugleich die Leitung der in Düsseldorf, Frankfurt am Main, Hamburg und München ansässigen Konsulate Indiens verbunden. Parvathaneni amtierte bis 2024.

## Familie
Harish Parvathaneni ist verheiratet mit Nandita Parvathaneni. Sie haben zwei Töchter.

## Amtsvorgänger seit 1998
- 1998–2002: Ronen Sen
- 2002–2005: T.C.A. Rangachari[5]
- 2005–2009: Meera Shankar[5]
- 2009–2011: Sudhir Vyas
- 2012–2013: Sujatha Singh
- 2013–2016: Vijay Keshav Gokhale
- 2016–2017: Gurjit Singh[5]
- 2017–2021: Mukta Dutta Tomar